# Villa Pasquali
Villa Pasquali è una frazione del comune di Sabbioneta, in provincia di Mantova, nella regione Lombardia.

## Geografia fisica
Villa Pasquali è situata a 2 km ad est del capoluogo Sabbioneta. È situata al margine dell'ex-SS 420.
Il centro abitato è attraversato dal 45º parallelo, la linea equidistante fra il Polo nord e l'Equatore.

## Monumenti e luoghi d'interesse
- Chiesa parrocchiale di Sant'Antonio Abate, esempio illustre del barocco mantovano progettata dall'architetto Antonio Bibiena. La sua edificazione avvenne tra il 1765 e il 1784.

- Villa La Grancia, utilizzata dal duca di Sabbioneta Vespasiano I Gonzaga.[1]